# Cimahi (stad)

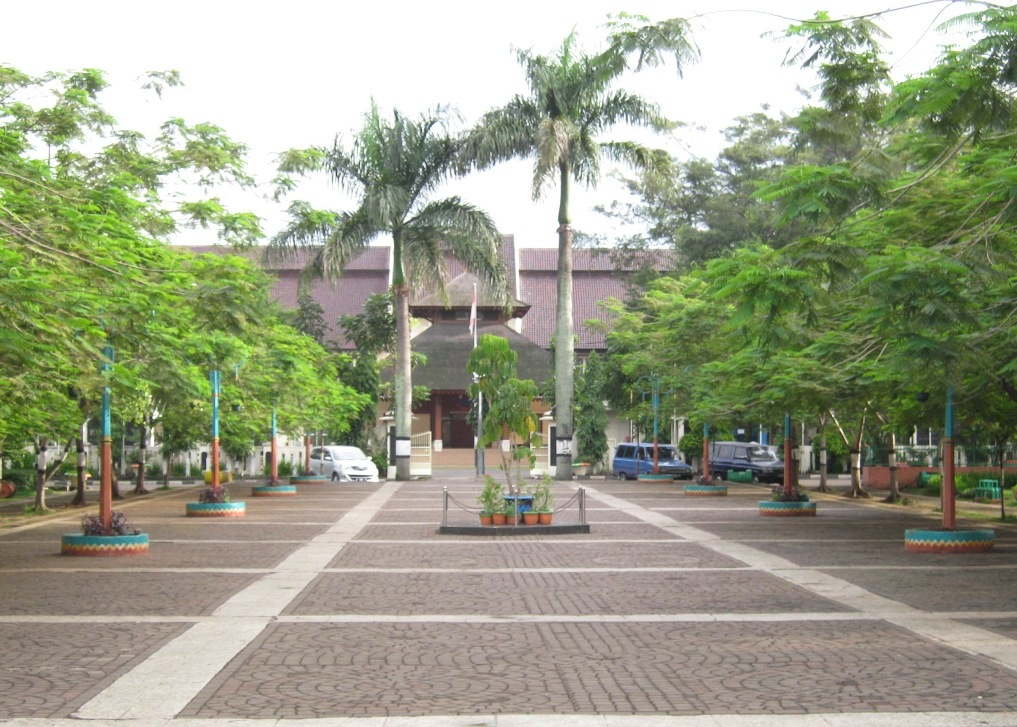
Stadsplein

Cimahi, Chimahi of Tjimahi, de laatste variant is in de oude spelling van het Indonesisch (letterlijk in het Soendanees is dit de "Genoegrivier"), is een stadsgemeente in de provincie West-Java op het Indonesische eiland Java. De stad ligt ten westen van Bandung en is inmiddels aan deze stad vastgegroeid. De stad werd onderdeel van het Grootstedelijk gebied Bandung. Haar bijnaam is "de legerstad" (Kota Tentara) vanwege de vele militaire instellingen die hier gevestigd zijn.

## Onderverdeling
De stadsgemeente is verdeeld in 3 onderdistricten met totaal 15 plaatsen:
- Cimahi Utara- noord (bestaat uit: Cibabat, Cipageran, Citeureup en  Pasirkaliki)
- Cimahi Tengah- midden (bestaat uit: het oorspronkelijke Cimahi met 11.691 inwoners volgens de census van 2010 en verder Baros, Cigugur Tengah, Karangmekar, Padasuka en Setiamanah)
- Cimahi Selatan- zuiden (bestaat uit: Cibeber, Cibeureum, Leuwigajah, Melong en Utama)

## Geschiedenis
De geschiedenis van Tjimahi begint in 1811 wanneer de Grote Postweg van Gouverneur-generaal Herman Willem Daendels wordt aangelegd en hier (op het tegenwoordige grote stadsplein) een militaire post wordt gevestigd. In 1886 wordt het een militair centrum met trainingsfaciliteiten en een militair hospitaal (dat nog bestaat). In 1893 bereikt de nieuwe spoorlijn uit Batavia het dorp en de legerplaats Tjimahi en krijgt het een station. In 1935 krijgt het de status van stad.
Onder het Nederlandse bewind was Tjimahi de hoofdplaats van het gelijknamige district en een garnizoensplaats waar vrijwel alle troepensoorten van het KNIL waren gelegerd. Ook was hier een militaire strafgevangenis gevestigd. Bij de dreiging van een invasie in Nederlands-Indië door Japan in het begin van 1942 was de hoogvlakte bij Bandung het gebied waar het KNIL hoopte met hulp van Britse en Australische bondgenoten weerstand te kunnen bieden aan de Japanse inval. De snelle Japanse opmars verraste echter de troepen en leidde op 8 maart 1942 tot capitulatie. Na vrijlating van een groot aantal inheemse KNIL-militairen in april, mei en juni 1942 werden de overgebleven krijgsgevangenen geconcentreerd in een aantal interneringskampen in Sukabumi, Bandung en Tjimahi. De veel gebruikte term jappenkamp is een andere benaming van Japanse interneringskampen waarin hetzij militairen of burgers gevangen werden gehouden tijdens de Tweede Wereldoorlog. Zo bestonden er in kamp Tjimahi verschillende kampementen voor krijgsgevangen en burgers.

## Het kamp Tjimahi (1942-1945)
In Tjimahi bestonden de volgende 6 kampementen voor geïnterneerden:
- De reusachtige militaire kampementen van de twee garnizoensbataljons in Tjimahi (4de en 9de bataljon) zijn van maart 1942 tot februari 1944 in gebruik geweest als kampen voor krijgsgevangenen en daarna tot het einde van de oorlog (augustus 1945) als burgerkamp voor oudere jongens en mannen (vanaf maart 1944 aangeduid als Bunsho II, kamp 4).[3] De ruim 10.000 krijgsgevangenen zijn in juni 1944 naar Batavia getransporteerd. In het burgerkamp verbleven daarna ruim 12.000 personen. Vele mannen kwamen uit z.g. 'voorkampen' uit o.a. Bandung.
- Kampement Bergatillerie, Mobiele artillerie (ten zuidoosten van kamp 4) dat van maart 1942 tot januari 1943 dienstdeed als krijgsgevangenkamp. Aantal gevangenen: ongeveer 1000.
- Het Treinkampement van Tjimahi was van april 1942-oktober 1942 krijgsgevangenkamp, van november tot december 1942 kamp voor vrouwen en kinderen uit de omgeving. Aantal gevangen: ongeveer 2000.
- Militair hospitaal; kampziekenhuis voor militairen en burgers (augustus 1942- april 1945).
- Kampement 6de depot Bataljon ('Baroskamp').[4] Dit kamp deed van april tot oktober 1942 dienst als krijgsgevangenkamp, en daarna van oktober 1943 tot het eind van de oorlog als burgerkamp voor mannen en oudere jongens. Ook waren hier Nederlandse prominenten uit bestuur en bedrijven van Java, joodse mannen en vrijmetselaars geïnterneerd. Vanaf maart 1944 heette het kamp: Bunsho II, kamp 5. Krijgsgevangenen: ruim 5000, daarna ruim 3000 burgers.
- Depot Mobiele artillerie, 'Jongenskamp'. Dit kamp was achtereenvolgens krijgsgevangenkamp (april-juli 1942), vrouwenkamp (december 1942-augustus 1944), jongenskamp (juli 1944-april 1945) en jongenskamp plus ziekenhuis (april-augustus 1945). Vanaf maart 1944 werd het kamp aangeduid als Bunsho II, kamp 6. Totaal aantal gevangenen: ongeveer 1600.[5]
- Ten slotte waren er bij de Tjimahi-kampen nog twee kleine werkkampen ingericht op de boerderijen van Zonnehoeve bij Tjimindo en boerderij Vredestijn bij Leuwigadjah. Dezen werden dagelijks door corveediensten uit de kampen bezocht. Ook bestond er een spoorwegkamp bij Tjitjalengka waar[6] gevangenen uit Tjimahi heen werden gevoerd om te werken aan een spoorlijn. Deze is echter nooit voltooid.

Na de capitulatie van Japan bleven de kampementen van Tjimahi nog tot juni 1946 in gebruik als vluchtelingen- en evacuatiekamp onder bescherming van Japanse, Britse en Nederlandse militairen. Na de Indonesische onafhankelijkheid werd het kampement een kazerne van de Siliwangidivisie.

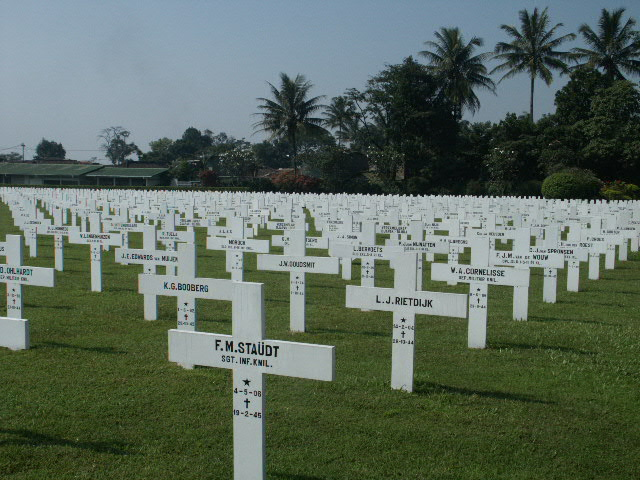
Ereveld Leuwigajah vlak bij Tjimahi waar veel militairen uit de Tweede Wereldoorlog begraven liggen

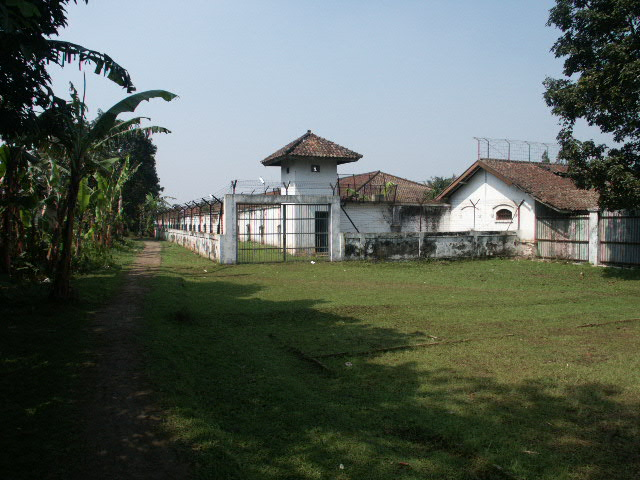
Deel van voormalig kamp Tjimahi met oude gevangenisgebouwen

## Tegenwoordig
In de stad bevinden zich opleidingscentra voor militairen. Lange tijd was een groot deel van Cimahi militair terrein, en mocht men op veel plaatsen geen foto's nemen. Tegenwoordig is een steeds groter deel ervan voor civiele doelen bestemd. Ten zuiden ervan is er een gebied met veel textielindustrie. Zeer veel textiel uit dit gebied wordt wereldwijd geëxporteerd.

## Verbindingen
Er is een treinstation, Station Cimahi, en een fijnmazig net van grote en kleine bussen. De snelweg Jakarta - Bandung loopt hierlangs. Het vliegveld van Bandung ligt tegen de stadsgrens van Cimahi aan. Vanwege het bergachtige landschap worden afstanden op Java vaak niet in kilometers uitgedrukt, maar in de tijd die het kost om van de ene plaats naar de andere te reizen. Vanaf het centrum van Bandung naar Cimahi is het ongeveer drie kwartier reizen.

## Trivia
Mensen uit de omgeving van Bandung kunnen regelmatig Cimahi grappend uitspreken als tjimohaai. Dit is hoe veel Engelsen die de correcte uitspraak niet kennen, het op grond van de spelling zouden uitspreken.

## Bekende inwoners van Cimahi

### Geboren
- Jacoba van Tongeren (1903-1967), Nederlands verzetsstrijdster, enige vrouw die tijdens de Tweede Wereldoorlog in Nederland een verzetsgroep leidde.
- Ronald T. Lindgreen (1916-1999), Nederlands kunstenaar
- Max Koot (1917-1991), fotograaf
- Bep Stenger (1922-2016), verzetsstrijder in Nederlands-Indië
- Dries Holten (1936-2020), Nederlands zanger (Andres) en tekstschrijver
- Bertha Hertogh (1937-2009), Nederlandse vrouw wier adoptie in 1950 leidde tot etnische rellen in Singapore
- Laura Samsom-Rous (1939-2024), Nederlands fotografe
- Jack de Nijs (Jack Jersey) (1941-1997), Nederlands artiest
- Jan Boelhouwer (1950), Nederlands politicus

### Overleden
- Frederik Casper Marks (1877-1944), sergeant, ridder en officier der Militaire Willemsorde (overleden als krijgsgevangene)
- Barend Schuurman (1889-1945), zendeling

- MusicBrainz: 9e7d0bdc-925d-47f0-ac6b-2bccdcf4ef4e
- Nationale Bibliotheek van Israël: 987007550350905171

Stadsgemeenten: Bandung · Banjar · Bekasi · Bogor · Cimahi · Cirebon · Depok · Sukabumi · Tasikmalaya

Regentschappen: Bandung · Bekasi · Bogor · Ciamis · Cianjur · Cirebon · Garut · Indramayu · Karawang · Kuningan · Majalengka · Pangandaran · Purwakarta · Subang · Sukabumi · Sumedang · Tasikmalaya · West-Bandung